# Pálköve
Pálköve Kővágóörshöz tartozó üdülőtelep a Balaton partján Balatonrendes és Révfülöp között.

## Fekvése
Pálköve a Balaton északi partján, Révfülöp nyugati szomszédságában, a Pálkövei-öbölben található, a tópart és a 71-es főút között, melytől nagyrészt erdő, illetve mezősáv választja el. Balatonrendessel részben egybeépült, Révfülöp északi része és a Kővágóörs központjába vezető 7314-es út felé pedig egy rövid öt számjegyű út (73 125-ös út) indul innen. A telep a Balaton-felvidék egyik legnagyobb egyben megmaradt tölgyerdejében fekszik. Partjain található a Balaton kevés megmaradt ősnádasainak egyike.
A Káli-medencétől alacsony dombok választják el, ezek köves aljában fakad a Rákóczi Ferencről elnevezett szénsavas forrás, ami a környéken fellelhető természetes savanyúvizek egyike. A forrás vize ingyenesen fogyasztható, kútja a strand területén fekszik. Pálköve közvetlen szomszédságában működött a balatonrendesi kőbánya rakodó-kikötője, ahonnan a közelben bányászott permi vörös homokkövet hajón szállították a tó egyéb részeire. A kőzet emiatt gyakori építőanyag a településen. A Védegylet Pálkövéért Közhasznú Egyesület szerint azonban a balatonrendesi vörös homokkő uránt is tartalmaz, ezért veszélyes anyag.

## Története
A Balaton Kővágóörshöz tartozó partjának e részén az 1920-as évek végén, az 1930-as évek elején kezdtek a területén először nyaralókat építeni, és a telep hamar népszerű lett a jómódúak körében. Bajcsy-Zsilinszky Endre 1937-től sokat és szívesen tartózkodott itt, egykori nyaralója a strand közvetlen szomszédságában található, és emlékkiállításnak adott otthont 1966. július 10-ei megnyitásától 2009-ig, amikor határozatlan időre bezárták.

## A pálkövei Balaton-part eladása
A 2000-es évek elején a kővágóörsi önkormányzat eladta a pálkövei part nagyobb részét, vele a környéken bányászott homokkő rakodó kikötőt is, valamint a nádast (tehát víz alatt lévő területeket is), hogy azt beépítsék, pontosabban részben feltöltsék és helyén hatalmas yacht-kikötőt, valamint szórakozónegyedet építsenek. A helyi civilek védegyletet alakítottak és két másik balatonkörnyéki zöld szervezettel karöltve 2003-ban bíróságon támadták meg a tervezetet, valamint beperelték a Közép-dunántúli Környezetvédelmi és Vízügyi Igazgatóságot (akkori nevén Közép-dunántúli Vízügyi Igazgatóságot), hogy a belterületként értékesített, de valójában többnyire a Balatonban található (tehát vízzel borított) terület eladását érvénytelenítse, mivel az eladott területek az 1996-ban az Alkotmánybíróság által érvénytelenített korábbi "jogi partvonal" alapján kerültek megállapításra. Ez a jogi partvonal a tó körül néhol akár több száz méterrel is beljebb húzódik, mint ahol a valós partvonal található. A perben mellékszálként feltűnt még az eladás idején tapasztalt szokatlanul alacsony vízállás is, amiért szabálytalan vízeresztéssel is megvádolták a hatóságot, ezt azonban 2008-ban a Fejér Megyei Bíróság jogerős ítéletében nem találta bizonyítottnak.